# Bupleurum benoistii
Bupleurum benoistii är en flockblommig växtart som beskrevs av René Verriet de Litardière och René Charles Maire. Bupleurum benoistii ingår i släktet harörter, och familjen flockblommiga växter. Inga underarter finns listade i Catalogue of Life.